# Aleksandra Mierzejewska
Aleksandra Maria Mierzejewska z domu Chudziak (ur. 11 marca 1959 w Toruniu) – polska historyk i muzealnik. Od 2020 dyrektor Muzeum Okręgowego w Toruniu.

## Życiorys
Absolwentka studiów z historii na Uniwersytecie Mikołaja Kopernika w Toruniu, w 1999 ukończyła także studia podyplomowe z zakresu muzealnictwa. Przez całą swoją karierę zawodową związana z Muzeum Okręgowym w Toruniu. Zaczęła pracę w tymże muzeum w 1984 na stanowisku asystenta w Dziale Historii. W 2000 awansowała na stanowisko kierownika Działu Historii, funkcję tę pełniła przez niemal 17 lat. W 2017 ówczesny dyrektor muzeum Marek Rubnikowicz powołał ją na stanowisko wicedyrektora ds. naukowych. W 2020 po odejściu dyrektora Rubnikowicza na emeryturę została powołana przez prezydenta Torunia Michała Zaleskiego na stanowisko p.o. dyrektora. 30 sierpnia 2021 została powołana bez konkursu, za zgodą ministra kultury, przez prezydenta Torunia na 3-letnią kadencję dyrektorską, funkcję tę pełni do dziś.
Od 1984, kiedy to pracuje w muzeum, znacząco wpłynęła na rozwój tej instytucji. Podczas pracy w muzeum zrealizowała ponad 40 wystaw. Jest autorką i współautorką kilkudziesięciu publikacji.

## Odznaczenia
- Srebrny Krzyż Zasługi[7] (2011)